# Гордеев, Андрей Львович
Андре́й Льво́вич Горде́ев (1 апреля 1975, Москва, СССР) — российский футболист, защитник, тренер.

## Карьера

### Клубная
Воспитанник футбольных школ «Тимирязевец», «Чертаново». Начинал карьеру на позициях нападающего и полузащитника, но со временем стал играть в защите.
В высшем дивизионе чемпионата России Гордеев сыграл 44 матча и забил 1 мяч: 10 матчей (1 гол) за «Динамо» (Москва) в 1996—1998 годах и 30 матчей за «Анжи» (Махачкала) в 2000—2002 годах.
В первом дивизионе чемпионата России Гордеев провёл 151 матч и забил 4 мяча: 85 матчей (3 гола) за «Анжи» в 1999, 2003 и 2004 годах и 66 матчей (1 гол) за «Факел» (Воронеж) в 2004—2005 годах.
В составе «Динамо» — финалист Кубка России 1998/1999 (Гордеев играл только в 1/16 и 1/8 финала, забил 1 мяч). В составе «Анжи» — финалист Кубка России 2000/2001 (играл в 1/16 и 1/4 финала).

### Тренерская
Гордеев был приглашён работать тренером в молодёжную команду «Сатурна» в декабре 2007 года по рекомендации тогдашнего главного тренера клуба Гаджи Гаджиева, под руководством которого Андрей несколько лет играл в «Анжи». Возглавляемая Гордеевым молодёжная команда «Сатурна» в 2008 году заняла 5-е место, одержав 17 побед и забив больше всех в турнире — 73 мяча в 30 матчах. После отставки в связи с неудовлетворительными результатами немца Юргена Рёбера в середине мая 2009 года Гордеев был назначен и. о. главного тренера «Сатурна», оставаясь при этом де-юре в должности старшего тренера. Уже через несколько дней было объявлено, что Гордеев продолжит руководить «Сатурном» в сезоне 2009 года. 12 декабря 2010 года в Москве окончил 240-часовое обучение на тренерских курсах и получил лицензию Pro. В январе 2011 года возглавил донецкий «Металлург». Под руководством Гордеева «Металлург» провёл всего 8 матчей в чемпионате Украины (3 победы, 1 ничья, 4 поражения). Его последним матчем на посту главного тренера стал проигранный матч с разгромным счётом с киевским «Арсеналом» (1:5). 3 мая 2011 года подал в отставку. С мая 2011 года работал тренером в «Анжи». С 30 сентября по 27 декабря 2011 года — и. о. главного тренера «Анжи». 8 октября 2014 года возглавил «Сибирь», однако не доработав до конца сезона по собственному желанию ушёл в отставку. 3 июня 2015 года был назначен главным тренером «Мордовии». 7 апреля 2016 года по обоюдному согласию сторон покинул пост. 6 января 2017 года возглавил «СКА-Хабаровск». 30 апреля клуб прекратил сотрудничество с главным тренером по соглашению сторон. 1 июня 2017 года назначен главным тренером юношеской сборной России 2000 года рождения. В апреле 2019 года контракт РФС был расторгнут по соглашению сторон. 1 октября 2019 года стало известно о назначении Гордеева главным тренером ФК «Урожай». 30 сентября 2020 года сотрудничество с клубом было прекращено по причине неудовлетворительных результатов команды в Первенстве ПФЛ. 1 декабря 2020 года возглавил таганрогский клуб «Форте».
Главный тренер сборной ФНЛ в товарищеском матче со сборной итальянской серии Б 26 ноября 2014 года.
Под руководством Гордеева в «Сатурне» выступали два футболиста, которые были старше своего главного тренера — Дмитрий Парфёнов (род. 1974) и Дмитрий Лоськов (род. 1974), а в «Анжи» — Роберто Карлос (род. 1973).

## Личная жизнь
Женат, имеет двоих сыновей.